# Шедлер, Карл
Карл Шедлер (нем. Karl Schädler; 23 октября 1804, Вадуц — 30 января 1872, Вадуц) — лихтенштейнский политик и врач.
С 1841 года работал государственным врачом в Вадуце. В 1848—1849 годах представлял Лихтенштейн как государство-член Немецкого союза на Национальном собрании во Франкфурте.
В 1862 году, согласно новой конституции княжества, в Лихтенштейне был создан парламент, а Шедлер стал его первым спикером.
Сын Карла Шедлера Альберт, так же как и отец, был врачом и в течение 2-х каденций занимал должность спикера ландтага (1882—1885; 1890—1919).